# Jo Nymo Matland
Jo Nymo Matland (Tromsø, 21 aprile 1987) è un ex calciatore norvegese, di ruolo difensore.

## Carriera

### Club
Nymo Matland ha iniziato la carriera con la maglia del Tromsø, squadra della sua città natale. Nel 2005, ancora senza presenze ufficiali in prima squadra, è stato ceduto in prestito al Tromsdalen. Con il Tromsø, però, ha fatto parte della squadra partecipante al trofeo La Manga Cup.
Una volta rientrato dal prestito, è stato titolare nella prima giornata valida per l'Eliteserien 2006: ha giocato l'intera partita contro il Molde, che si è imposto per 3-1. Nel 2007, è tornato nuovamente al Tromsdalen, sempre con la formula del prestito.
In questa stagione, con il Tromsdalen militante in 1. divisjon, ha giocato 14 partite. Il trasferimento del calciatore è diventato definitivo a partire dal 2008. Dal 2008 al 2010, il calciatore ha giocato 50 partite con questa maglia e ha messo a referto 9 reti.
Il 18 novembre 2010 è stato reso noto il suo passaggio al Sarpsborg 08, squadra neopromossa nell'Eliteserien 2011. Il 18 marzo 2011 ha esordito in squadra, andando anche a segno nel successo per 3-0 sul Molde.
Il 14 luglio dello stesso anno è stato annunciato il suo trasferimento, a titolo definitivo, all'Aalesund. Il passaggio al nuovo club si sarebbe poi verificato il 1º agosto, con l'apertura ufficiale del mercato. Ha debuttato il 7 agosto, nella sconfitta per 0-1 contro l'Odd Grenland. Ha contribuito al successo finale nel Norgesmesterskapet 2011. Il 23 aprile 2012 si è fratturato la clavicola in allenamento, nel tentativo di eseguire una rovesciata.
Il 22 dicembre 2014, ha rinnovato il contratto che lo legava all'Aalesund per un'ulteriore stagione. Ha lasciato la squadra al termine del campionato 2015, congedandosi complessivamente con 117 presenze e 10 reti.
Il 9 dicembre 2015, i belgi dell'Anversa hanno annunciato d'aver ingaggiato il giocatore, che si è legato al nuovo club con un contratto valido per i successivi due anni e mezzo. Ha esordito in squadra il 20 febbraio 2016, schierato titolare nella vittoria esterna per 1-2 sul Virton. La squadra ha chiuso la stagione al 3º posto, con Nymo Matland che ha totalizzato 6 presenze in questa porzione di annata.
Il 2 agosto 2016, lo Sporting Hasselt ha reso noto d'aver ingaggiato Nymo Matland con la formula del prestito.
In data 2 agosto, Nymo Matland ha fatto ritorno al Tromsdalen.
Il 24 luglio 2018, il Tromsdalen ha reso noto il passaggio di Nymo Matland al Brattvåg.
Il 1º agosto 2019 è diventato ufficialmente un giocatore dell'HamKam, legandosi al nuovo club con un contratto valido fino al termine della stagione. Il 20 dicembre 2019 ha rinnovato il contratto per un'altra stagione. Il 18 gennaio 2021 ha ulteriormente prolungato l'accordo con il club, per un'altra stagione.
Il 5 agosto 2021 è passato al Lyn.

### Nazionale
Ha totalizzato 18 presenze, con una marcatura all'attivo, con la maglia delle Nazionali giovanili norvegesi.

## Statistiche

### Presenze e reti nei club
Statistiche aggiornate al 17 dicembre 2021.
| Stagione          | Club              | Campionato        | Campionato | Campionato | Coppe nazionali | Coppe nazionali | Coppe nazionali | Coppe continentali | Coppe continentali | Coppe continentali | Supercoppe | Supercoppe | Supercoppe | Totale | Totale |
| Stagione          | Club              | Comp              | Pres       | Reti       | Comp            | Pres            | Reti            | Comp               | Pres               | Reti               | Comp       | Pres       | Reti       | Pres   | Reti   |
| ----------------- | ----------------- | ----------------- | ---------- | ---------- | --------------- | --------------- | --------------- | ------------------ | ------------------ | ------------------ | ---------- | ---------- | ---------- | ------ | ------ |
| 2004              | Tromsø            | ES                | 0          | 0          | CN              | 0               | 0               | -                  | -                  | -                  | -          | -          | -          | 0      | 0      |
| 2005              | Tromsdalen        | 2D                | 19         | 0          | CN              | 2               | 0               | -                  | -                  | -                  | -          | -          | -          | 21     | 0      |
| 2006              | Tromsø            | ES                | 2          | 0          | CN              | 1               | 0               | -                  | -                  | -                  | -          | -          | -          | 3      | 0      |
| gen.-lug. 2007    | Tromsø            | ES                | 0          | 0          | CN              | 1               | 0               | -                  | -                  | -                  | -          | -          | -          | 1      | 0      |
| Totale Tromsø     | Totale Tromsø     | Totale Tromsø     | 2          | 0          |                 | 2               | 0               |                    | -                  | -                  |            | -          | -          | 4      | 0      |
| lug.-dic. 2007    | Tromsdalen        | 1D                | 14         | 0          | CN              | -               | -               | -                  | -                  | -                  | -          | -          | -          | 14     | 0      |
| 2008              | Tromsdalen        | 2D                | 24         | 4          | CN              | 2               | 1               | -                  | -                  | -                  | -          | -          | -          | 26     | 5      |
| 2009              | Tromsdalen        | 1D                | 29         | 4          | CN              | 2               | 0               | -                  | -                  | -                  | -          | -          | -          | 31     | 4      |
| 2010              | Tromsdalen        | 1D                | 28         | 5          | CN              | 3               | 1               | -                  | -                  | -                  | -          | -          | -          | 31     | 6      |
| gen.-ago. 2011    | Sarpsborg 08      | ES                | 17         | 3          | CN              | 4               | 0               | -                  | -                  | -                  | -          | -          | -          | 21     | 3      |
| ago.-dic. 2011    | Aalesund          | ES                | 12         | 0          | CN              | 3               | 0               | UEL                | 2                  | 0                  | SN         | -          | -          | 17     | 0      |
| 2012              | Aalesund          | ES                | 21         | 3          | CN              | 1               | 0               | UEL                | 4                  | 0                  | -          | -          | -          | 26     | 3      |
| 2013              | Aalesund          | ES                | 25         | 3          | CN              | 2               | 0               | -                  | -                  | -                  | -          | -          | -          | 27     | 3      |
| 2014              | Aalesund          | ES                | 21         | 0          | CN              | 4               | 1               | -                  | -                  | -                  | -          | -          | -          | 25     | 1      |
| 2015              | Aalesund          | ES                | 21         | 2          | CN              | 1               | 1               | -                  | -                  | -                  | -          | -          | -          | 22     | 3      |
| Totale Aalesund   | Totale Aalesund   | Totale Aalesund   | 100        | 8          |                 | 11              | 2               |                    | 6                  | 0                  |            | -          | -          | 117    | 10     |
| gen.-giu. 2016    | Anversa           | D2                | 6          | 0          | CB              | -               | -               | -                  | -                  | -                  | -          | -          | -          | 6      | 0      |
| 2016-2017         | Sporting Hasselt  | D3                | 17+2       | 2+0        | CB              | 1               | 0               | -                  | -                  | -                  | -          | -          | -          | 20     | 2      |
| ago.-dic. 2017    | Tromsdalen        | 1D                | 12         | 0          | CN              | -               | -               | -                  | -                  | -                  | -          | -          | -          | 12     | 0      |
| gen.-lug. 2018    | Tromsdalen        | 1D                | 15         | 4          | CN              | 1               | 0               | -                  | -                  | -                  | -          | -          | -          | 16     | 4      |
| Totale Tromsdalen | Totale Tromsdalen | Totale Tromsdalen | 141        | 17         |                 | 10              | 2               |                    | -                  | -                  |            | -          | -          | 151    | 19     |
| lug.-dic. 2018    | Brattvåg          | 2D                | 11         | 0          | CN              | -               | -               | -                  | -                  | -                  | -          | -          | -          | 11     | 0      |
| gen.-ago. 2019    | Brattvåg          | 2D                | 11         | 1          | CN              | 2               | 0               | -                  | -                  | -                  | -          | -          | -          | 13     | 1      |
| Totale Brattvåg   | Totale Brattvåg   | Totale Brattvåg   | 22         | 1          |                 | 2               | 0               |                    | -                  | -                  |            | -          | -          | 24     | 1      |
| ago.-dic. 2019    | HamKam            | 1D                | 14         | 3          | CN              | -               | -               | -                  | -                  | -                  | -          | -          | -          | 14     | 3      |
| 2020              | HamKam            | 1D                | 24         | 5          | -               | -               | -               | -                  | -                  | -                  | -          | -          | -          | 24     | 5      |
| gen.-ago. 2021    | HamKam            | 1D                | 2          | 0          | CN              | 0               | 0               | -                  | -                  | -                  | -          | -          | -          | 2      | 0      |
| Totale HamKam     | Totale HamKam     | Totale HamKam     | 40         | 8          |                 | 0               | 0               |                    | -                  | -                  |            | -          | -          | 40     | 8      |
| ago.-dic. 2021    | Lyn               | 3D                | 10         | 2          | CN              | -               | -               | -                  | -                  | -                  | -          | -          | -          | 10     | 2      |
| Totale            | Totale            | Totale            | 355+2      | 39+0       |                 | 30              | 4               |                    | 6                  | 0                  |            | -          | -          | 393    | 45     |

## Palmarès

### Club

#### Competizioni nazionali
- Coppa di Norvegia: 1

Aalesunds: 2011